# Arcinazzo Romano
Arcinazzo Romano település Olaszországban, Lazio régióban, Róma megyében. Lakosainak száma 1226 fő (2023. január 1.). Arcinazzo Romano Affile, Jenne, Piglio, Roiate, Serrone, Subiaco és Trevi nel Lazio községekkel határos.

## Népesség
A település népességének változása:
| Lakosok száma | 1342 | 1344 | 1226 |
|               | 2017 | 2018 | 2023 |